# Jurij Petrovič Novickij
Svatý Jurij Petrovič Novickij (10. listopadujul./ 22. listopadu 1882greg., Umaň – 13. srpna 1922, Petrohrad) byl ruský právník, historik práva, univerzitní profesor a mučedník.

## Život
Narodil se 10. listopadu 1882 v Umani. Pocházel ze staré šlechtické rodiny. Vyrůstal v rodině svého strýce univerzitního profesora Oresta Markoviče Novického.
Po ukončení gymnázia v Kyjevě začal studovat na právnické fakultě Císařské univerzity sv. Vladimíra. Poté se na Katedře trestního práva a trestního řízení připravoval na profesorství. Jádrem této přípravy byla cesta do německého Göttingenu, kde napsal disertační práci o Bogdanu Alexandrovičovi Kistjakovskému. Poté se stal soudním vyšetřovatelem v Kyjevě. Podílel se např. na vyšetřování vraždy Pjotra Stolypina.
Roku 1911 vytvořil útočiště pro sirotky a o rok později soud pro nezletilé v Kyjevě. Roku 1916 se stal zvláštním úředníkem na Generálním ředitelství tisku Ministerstva vnitra.
Od roku 1913 byl soukromým docentem Kyjevské univerzity a od roku 1914 soukromým docentem na Petrohradské univerzitě. Poté získal titul profesora. Přednášel na Polytechnickém institutu teologické akademie. Na univerzitě vyučoval dějiny západoevropského a ruského práva, dějin ruského státního a sociálního systému v souvislosti s dějinami hospodářství, dějinami státního zastupitelství v Rusku a také „Kyjevským obdobím dějin státního a sociálního systému“.
Byl přítelem významných vědců jako byl historik Michail Dmitrijevič Prisjolkov, historik a filosof Lev Platonovič Karsavin či sociolog Pitirim Sorokin.
Je známo že vlivem Fjodora Michajloviče Dostojevského byl aktivním oponentem trestu smrti a zastáncem myšlenek křesťanského socialismu.
Od dětství byl velice zbožný, jako chlapec zpíval v chrámovém sboru. V letech 1913–1914 se účastnil setkání náboženské a filozofické společnosti v Kyjevě. V Petrohradu byl členem rady teologické akademie.
Byl zvolen předsedou správní rady Sjednocených petrohradských pravoslavných farností. Toto společenství bylo založeno metropolitou Veniaminem (Kazanským). Byl mezi členy představenstva společnosti, kteří obhajovali kompromis s úřady v otázce pomoci hladovějícím.
Roku 1922 byl zatčen a od 10. června 1922 byl jedním z hlavních obžalovaných v petrohradském procesu „případ odporu proti zabavení církevního majetku“. Byl odsouzen k trestu smrti. Rozsudek byl vykonán 13. srpna 1922. Byl zastřelen spolu s metropolitou Veniaminem, s archimandritou Sergijem (Šeinem) a právníkem Ivanem Michajlovičem Kovšarovem.
Dne 5. dubna 1992 jej Ruská pravoslavná církev svatořečila jako mučedníka a byl zařazen mezi Sbor všech novomučedníků a vyznavačů ruských.
Jeho svátek je připomínán 13. srpna.